# Thomas Stuer-Lauridsen
Thomas Stuer-Lauridsen (n. 29 aprilie 1971, Comuna Hørsholm, Frederiksborg Amt, Danemarca) este un jucător de badminton ce a reprezentat Danemarca, medaliat olimpic. A participat la 2 ediții ale Jocurilor Olimpice (1992, 1996) în care a câștigat o medalie de bronz.